# Cattedrale di Nizza
La cattedrale di Santa Reparata (in francese: Cathédrale Sainte-Réparate de Nice) è il principale luogo di culto cattolico di Nizza, nel dipartimento delle Alpi Marittime, situata nel centro storico della città, in place Rossetti. Costruita in stile barocco nel XVII secolo e basilica minore dal 1949, è sede della cattedra del vescovo di Nizza. Ciononostante, essa non è la chiesa più grande della città, primato che spetta alla basilica di Notre-Dame de l'Assomption.

## Storia

### La cattedrale medievale

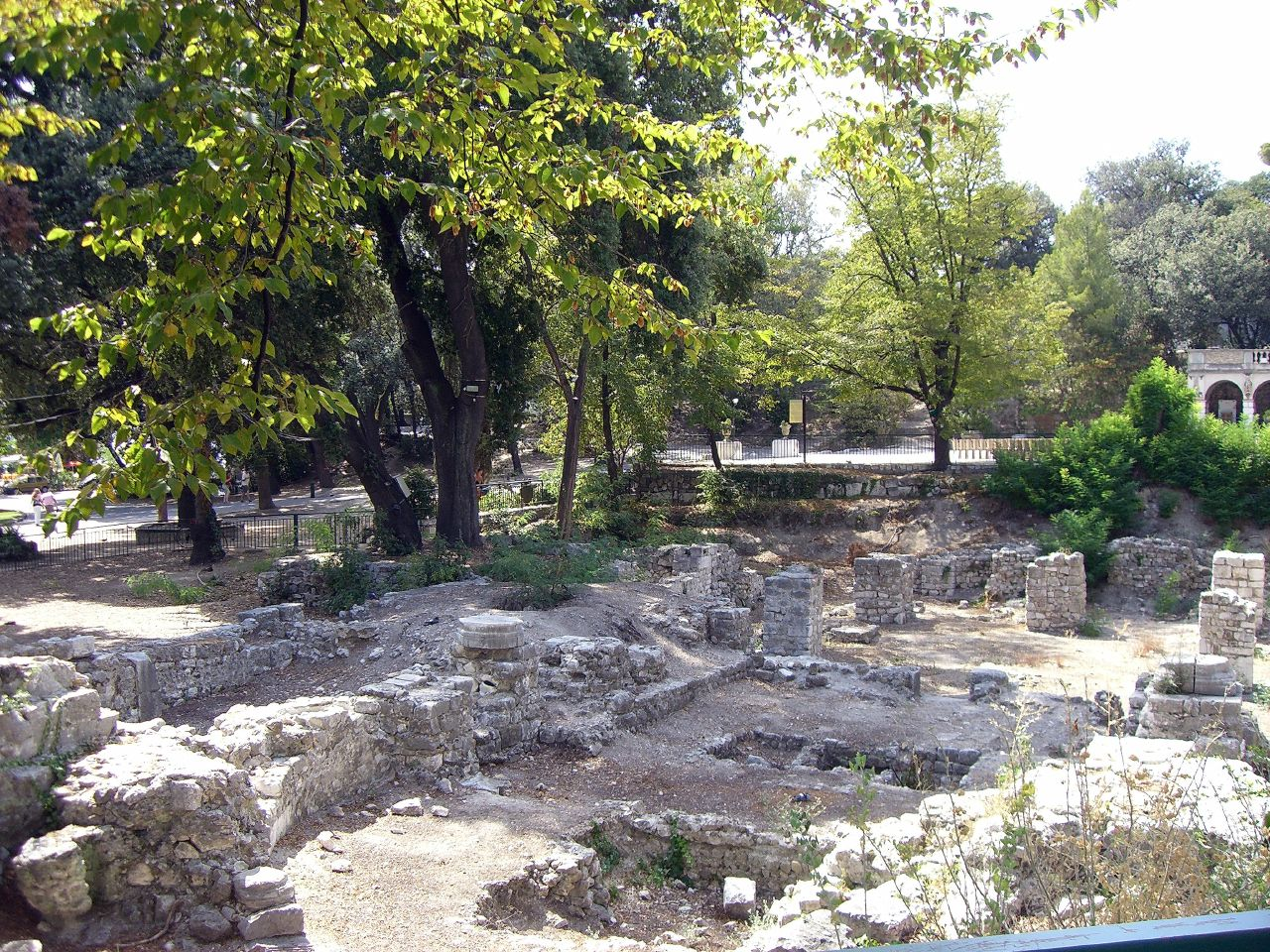
I resti della cattedrale medievale

La prima cattedrale di Nizza, dedicata a Santa Maria Assunta, sorse nel V secolo all'interno della città fortificata, sulla collina del Castello; era a navata unica e terminava con un'abside a pianta quadrangolare, sostituita in epoca carolingia da una semicircolare; era dotata di un battistero, costituito da un edificio a sé stante, le cui tracce però non sono pervenute nel corso degli scavi archeologici che hanno interessato l'area nei secoli XIX e XX. Nell'XI secolo l'edificio venne ulteriormente ampliato e portato a tre navate; terminati i lavori, fu consacrato nel 1049. La cattedrale, che si presentava in condizioni di fatiscenza, venne ricostruita tra il 1429 e il 1486; furono edificati un ampio coro con cripta sottostante e di numerose cappelle laterali.
Nel 1531 la sede vescovile venne trasferita dalla chiesa di Santa Maria Assunta a quella di Santa Reparata. La vecchia cattedrale divenne la chiesa del castello e, gravemente danneggiata da un bombardamento nel corso dell'assedio francese del 1691, venne definitivamente demolita nel 1706 (insieme al resto del complesso) per ordine di Luigi XV di Francia.

### La cattedrale barocca

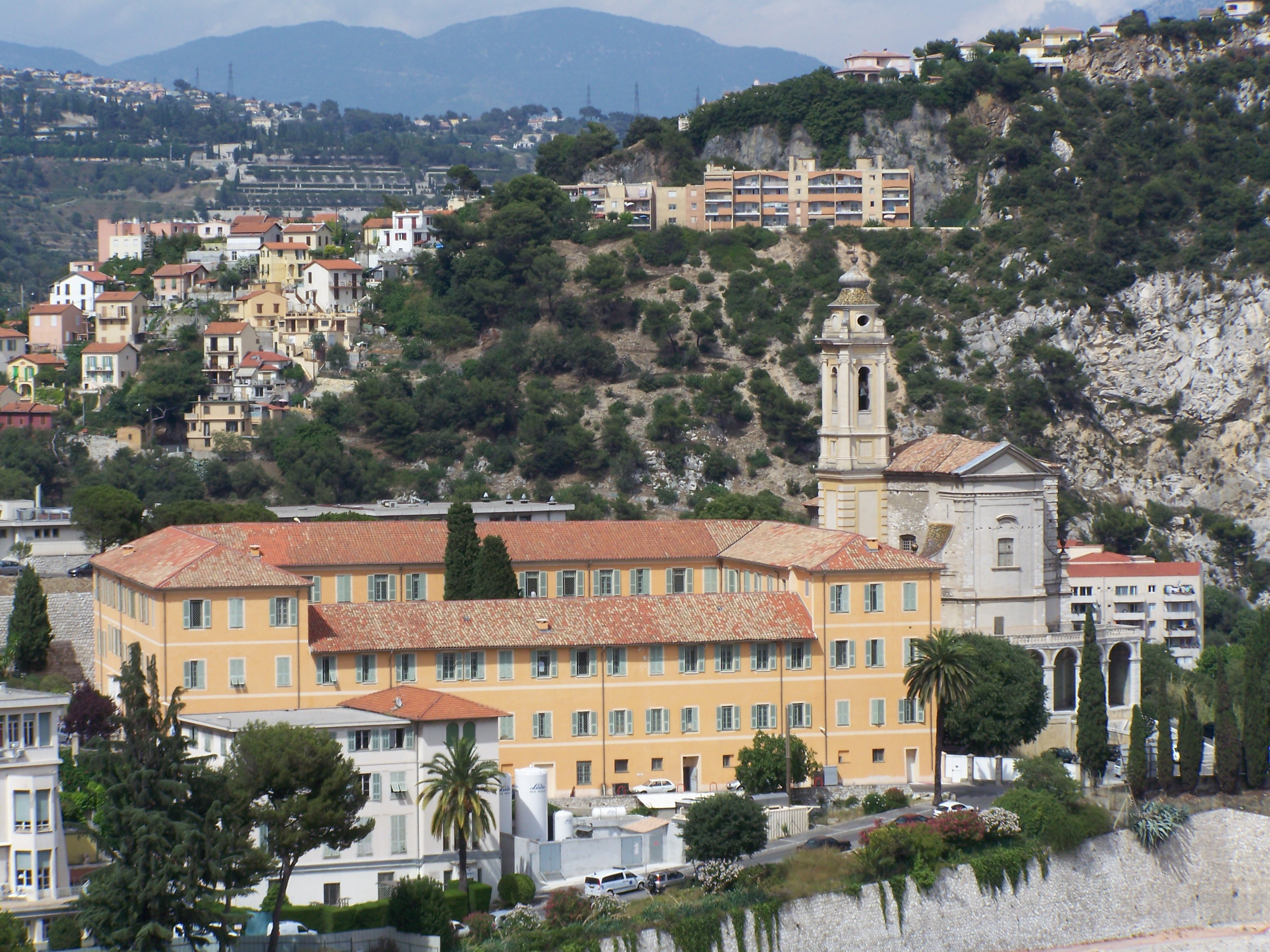
L'abbazia benedettina di San Ponzio a Nizza, dalla quale dipendeva la prioria di Santa Reparata

La chiesa di Santa Reparata era sorta nel medesimo luogo in cui, nel 1078, il ricco borghese Raimbald Rostagni aveva fatto edificare una cappella per accogliere le reliquie di santa Reparata (martire a Cesarea di Palestina durante la persecuzione di Decio del 250-251 e particolarmente venerata nell'Italia medioevale), delle quali era entrato in possesso durante un viaggio a Roma; essa era situata al di fuori del centro abitato dell'epoca, lungo la carriera Draperium, ai piedi della collina del Castello di Nizza. A partire dal 1185 l'oratorio con le terre circostanti divenne priorato dell'abbazia benedettina di Saint-Pons e, dopo esser stato ricostruito in forme più ampie agli inizi del XIII secolo, divenne sede parrocchiale nel 1246. In seguito all'aumento della popolazione, la chiesa, che venne così ad essere compresa entro il perimetro urbano, fu ampliata tra il 1455 e il 1468.
La chiesa fu ceduta nel 1531 dall'abbazia di San Ponzio alla diocesi di Nizza per diventarne cattedrale; nel 1533 il trasferimento venne accettato dai Duchi di Savoia e ufficialmente ratificato e attuato nel 1590 con una cerimonia presieduta dal vescovo Luigi Pallavicini, alla presenza di Carlo Emanuele I di Savoia.
Giudicato l'edificio inadeguato alle nuove esigenze, il vescovo Desiderio Palletta, C.R.L. affidò nel 1649 all'architetto Giovanni Andrea Guiberto l'incarico di progettarne uno nuovo. I lavori iniziarono il 7 gennaio 1650 e Guiberto ne mantenne la direzione fino al 1680. Nelle fasi iniziali la costruzione procedette speditamente, tanto che nel corso del 1651 vennero completati sia il transetto, sia la cupola; successivamente subì una battuta d'arresto a causa della difficoltà di reperire i fondi. Nel 1651 venne demolito il campanile della vecchia chiesa, mentre nel 1655 crollò la volta della navata, ferendo a morte il vescovo Palletta. Fu il vescovo Enrico Provana di Leyni, O.C.D. a dare nel 1673 un nuovo impulso per il completamento dell'opera, compiuto entro il 1685 sotto la direzione di Marc' Antonio Grigho. La cattedrale venne finalmente consacrata il 30 maggio 1699 dal vescovo Provana di Leyni.

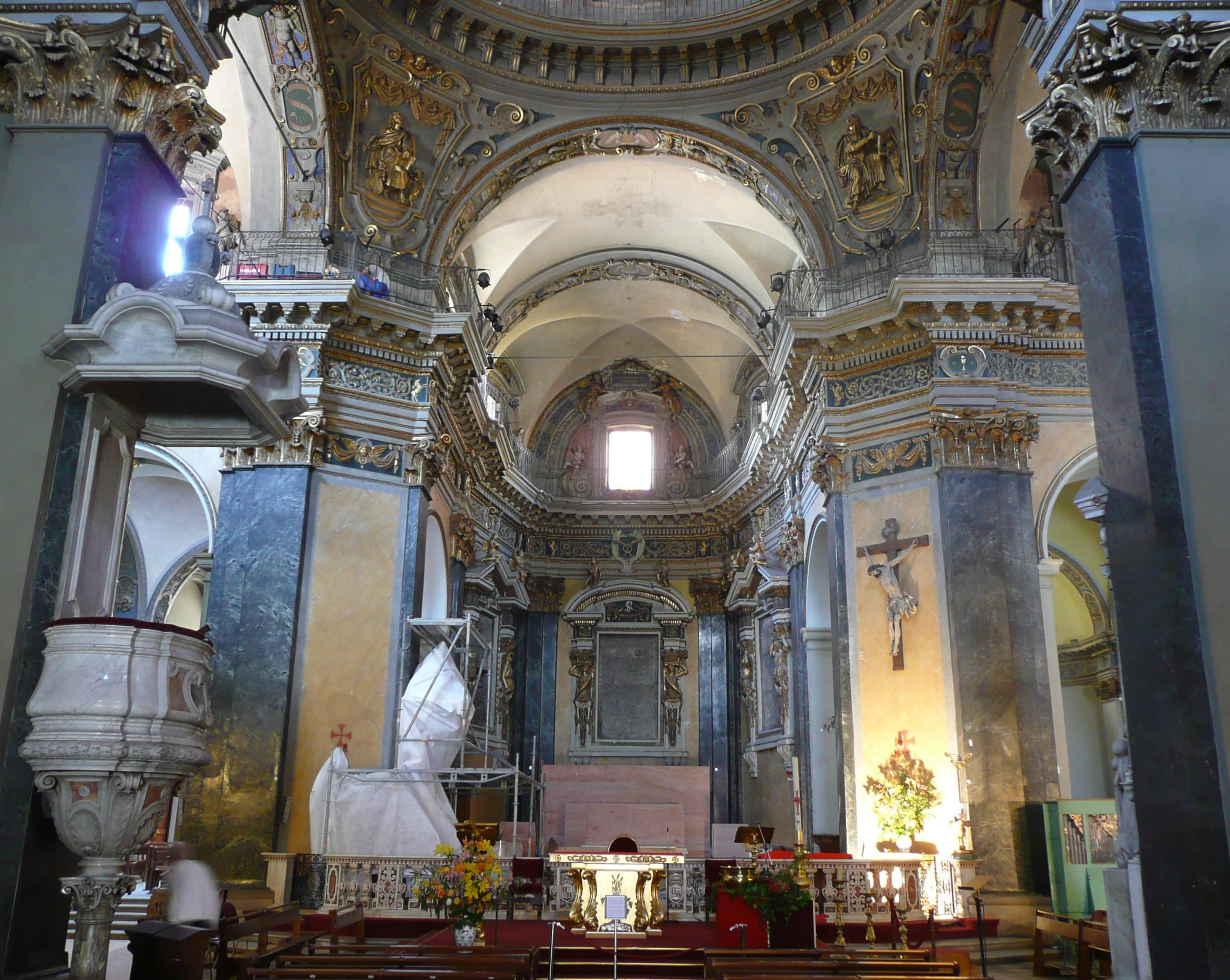
L'interno durante i restauri del 2009-2015

L'edificio si presentava mancante della torre campanaria e della facciata: il primo venne edificato su disegno di Carlo Antonio Castelli (coadiuvato da Carlo Gioanetti) nel 1731-1757 per volere del vescovo Raimondo Recrosio, B. (morto nel 1732); il prospetto, invece, fu costruito soltanto tra il 1825 e il 1830 seguendo i disegni originali di Giovanni Andrea Guiberto. Nel 1899 il vescovo Henri-Louis Chapon modificò l'area del coro facendo proseguire le navate laterali ai suoi lati oltre il transetto, e facendo edificare tra il 1900 e il 1903 l'abside semicircolare.
Nel 1906 la cattedrale divenne monumento storico di Francia, mentre nel 1949 fu elevata alla dignità di basilica minore.
Nel 2009 iniziò un intervento di restauro conservativo sia all'esterno, sia all'interno edificio, in parte finanziato dal dipartimento delle Alpi Marittime e completato nel 2015.
Il 15 luglio 2016 è stata celebrata nella cattedrale una messa in suffragio per le vittime della strage di Nizza (avvenuta la sera precedente); la cerimonia è stata presieduta dal vescovo André Marceau e vi hanno partecipato numerose personalità del mondo politico, tra le quali il sindaco di Nizza Philippe Pradal e l'ex presidente della Repubblica francese Nicolas Sarkozy.

## Descrizione

### Esterno

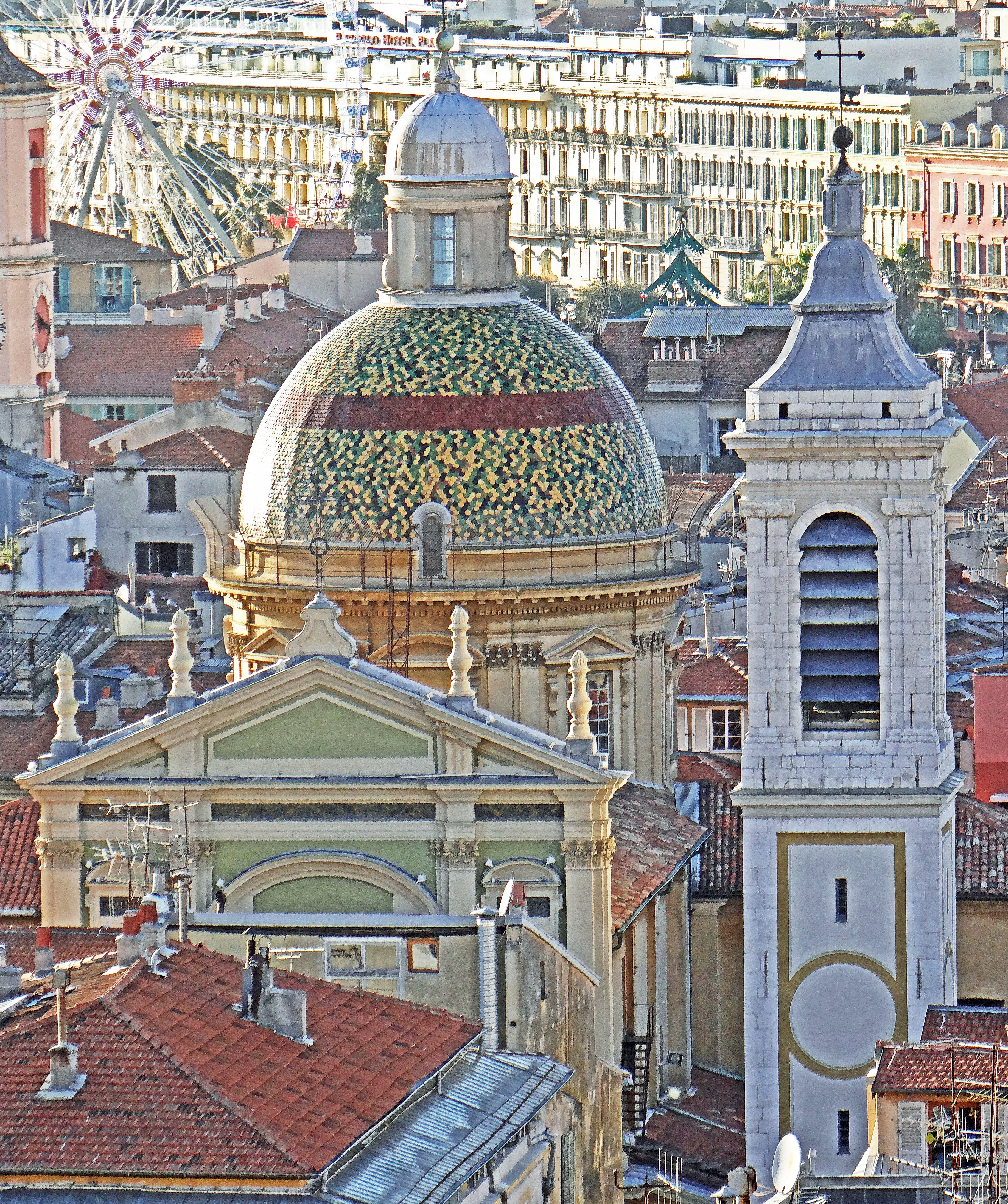
La cupola e il campanile

La facciata della cattedrale di Santa Reparata venne edificata in stile barocco tra 1825 e il 1830 seguendo il progetto originario secentesco di Giovanni Andrea Guiberto. Il prospetto è a capanna ed è suddiviso orizzontalmente in due ordini da un alto cornicione che riporta l'epigrafe dedicatoria, ciascuno dei quali è tripartito da lesene composite lisce. In basso si apre l'unico portale, sormontato da una nicchia circolare all'interno della quale vi è una statua raffigurante Santa Reparata orante; ai lati, le statue di San Basso (a sinistra) e San Siagrio (a destra), ciascuna entro una propria nicchia. Similmente, ai lati del finestrone rettangolare che si trova al centro dell'ordine superiore, vi sono due nicchie con le statue di San Valeriano (a sinistra) e San Ponzio (a destra). Il coronamento della facciata è costituito da un timpano triangolare spezzato sormontato da quattro fiaccole marmoree.
Alla destra della facciata vi è il campanile settecentesco, costituito da una torre a pianta quadrangolare; la cella si apre verso l'esterno con un'ampia monofora ad arco a tutto sesto su ogni lato affiancata da lesene ioniche, e la copertura è costituita da una slanciata cuspide. La crociera è esternamente sottolineata dalla presenza della cupola, la cui sommità raggiunge l'altezza di 39 metri; essa presenta sia il tamburo, sia la lanterna, ed è caratterizzata dalla copertura della calotta costituita da riggiole policrome.

### Interno

#### Aula

##### Navate

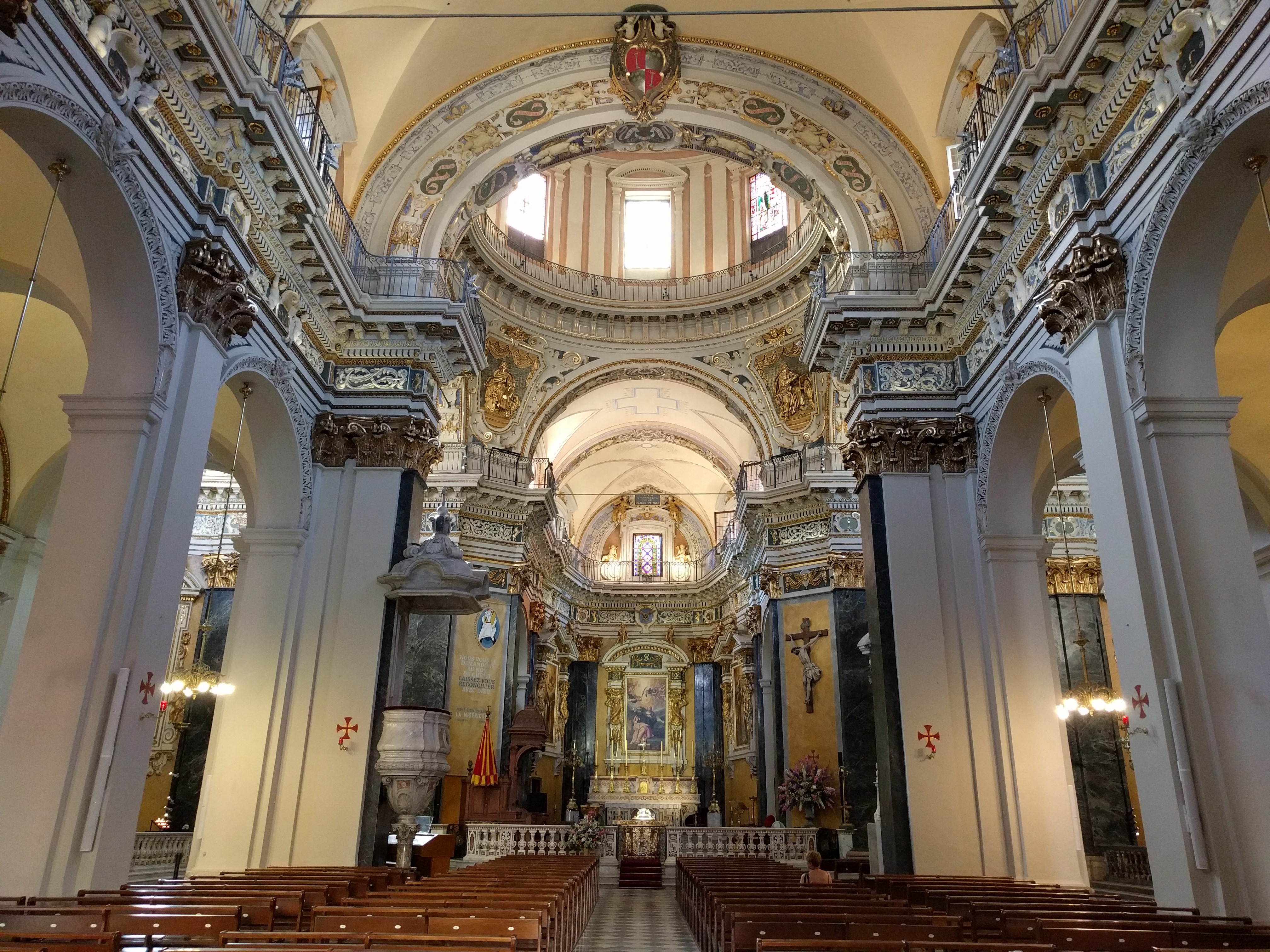
Interno

Internamente, la cattedrale di Santa Reparata presenta una pianta a croce latina. L'aula è suddivisa in tre navate (quella maggiore coperta con volta a botte lunettata, quelle minori con volta a vela) di quattro campate ciascuna da due file di archi a tutto sesto poggianti su pilastri ai quali, nella navata centrale, sono addossate delle lesene corinzie con i capitelli dorati; queste sorreggono l'alto cornicione che corre alla base della volta anche nel transetto e nell'area absidale, e che presenta a bassorilievo elementi vegetali e stemmi sorretti da puttini. La fastosa decorazione barocca in stucco dell'interno venne realizzata da Giovanni Pietro Riva tra il 1655 e la fine del XVII secolo, ispirata al barocco genovese. In corrispondenza di ogni campata delle navate laterali si apre una cappella a pianta rettangolare, coperta con volta a botte.

##### Cappelle laterali
La prima cappella di sinistra è adibita a battistero, con fonte battesimale sormontato da una statua del nizzardo Joseph Raimondi raffigurante San Giovanni Battista (XIX secolo). Segue la cappella dei santi Quattro Coronati, già della corporazione dei muratori, con le tele Martirio dei santi Quattro Coronati di Ercole Trachel (XIX secolo, sull'altare), San Serafino da Montegranaro (fine del XVIII secolo, a destra) e il Martirio dei santo Quattro Coronati (XVII secolo, a sinistra); la balaustra in marmo venato verde-grigio risale al XVIII secolo. La terza cappella, dedicata a santa Reparata, ospita al di sopra dell'altare marmoreo seicentesco finemente intarsiato in marmi policromi la tela Decollazione di santa Reparata di Ercole Trachel (1839) e sulle pareti laterali le tele degli inizi del XVII secolo Tortura di santa Reparata con le torce infiammate (a destra) e Tortura di santa Reparata con il piombo fuso. L'ultima cappella è quella di San Giuseppe, già patronato della famiglia Turati e sede della confraternita degli agonizzanti; la pala d'altare è opera di Giovanni Battista Biscarra e raffigura la Morte di San Giuseppe (1842), mentre ai lati vi sono due tele del 1685 con i santi patroni della famiglia Turati, rispettivamente San Luigi di Francia e San Carlo Borromeo (a destra) e Sant'Andrea e San Pietro apostoli
L'ancona dell'altare della prima cappella di destra, dedicata alla Vergine Addolorata, è caratterizzata da una ricca decorazione dorata a rilievo, con la rappresentazione della Veronica sulla trabeazione; al centro, entro una nicchia, vi è la statua lignea policroma della Pietà (XVIII secolo). Segue la cappella del Crocifisso, che prende nome dalla grande scultura secentesca posta sull'altare, alle cui spalle si trova a completamento la tela di Joseph Provensau La Madonna, la Maddalena e san Giovanni Battista ai piedi della croce (1837); vi sono anche le tele di Giovanni Battista Passadesco Santi Geronimo e Domenico (parete di destra) e La Madonna presenta Gesù bambino a sant'Antonio di Padova (1682, parete di sinistra). Vi è poi la cappella di Santa Rosa da Lima, fatta erigere dalla famiglia Dettati-Doria (imparentata con la santa), che ospita le tele di Bernardino Baldoïno Sant'Eligio tra i san Giovanni Battista e sant'Andrea (1646, sull'altare), Santa Rosa che guarisce un bambino (1680, a destra) e Apparizione della Vergine a santa Rosa (1680, a sinistra). Infine vi è la cappella di Sant'Alessandro, devastata da un incendio nel 1989 che causò la perdita delle tre tele; rimangono integri l'altare, gli stucchi e i dipinti sulla volta.

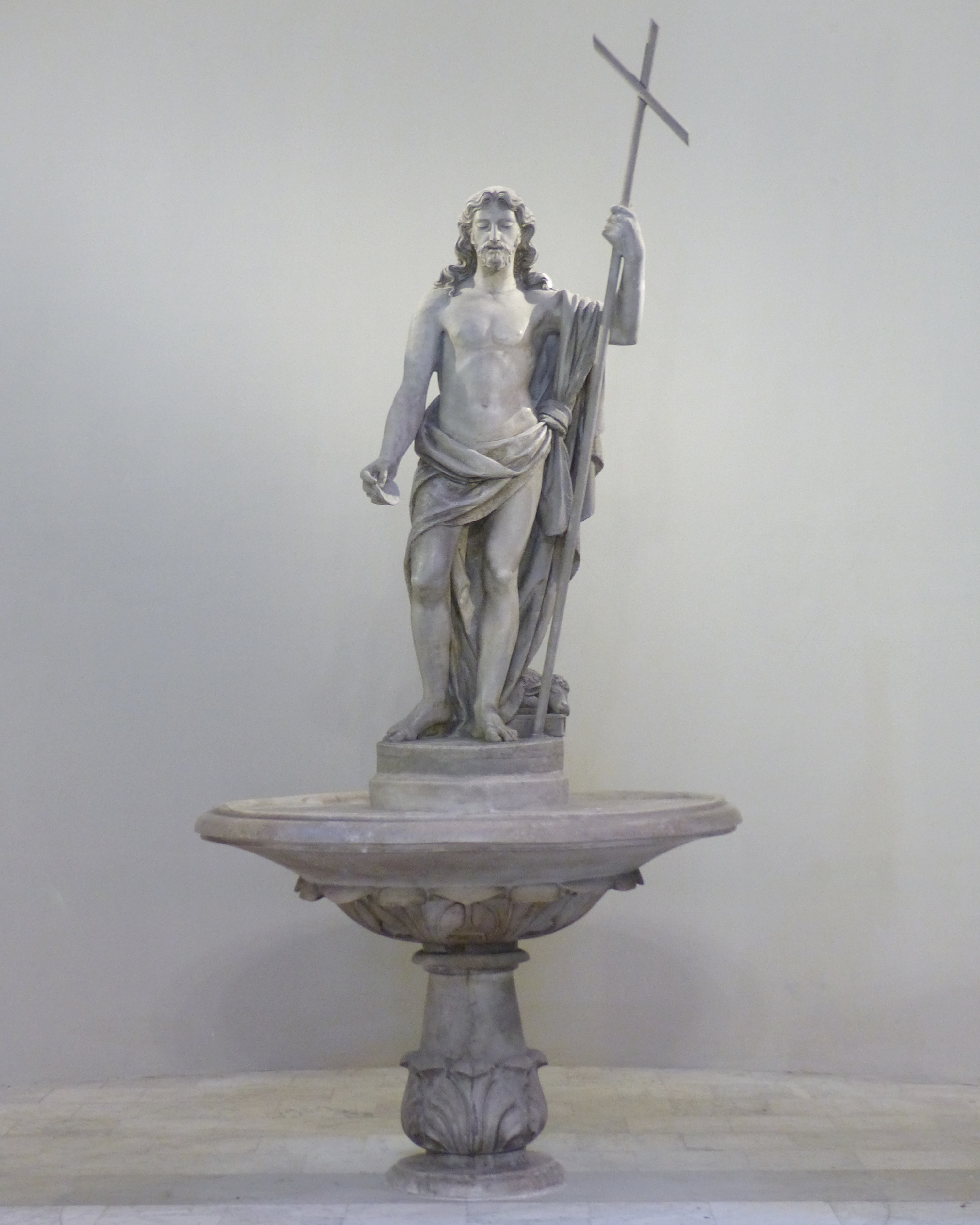
Fonte battesimale
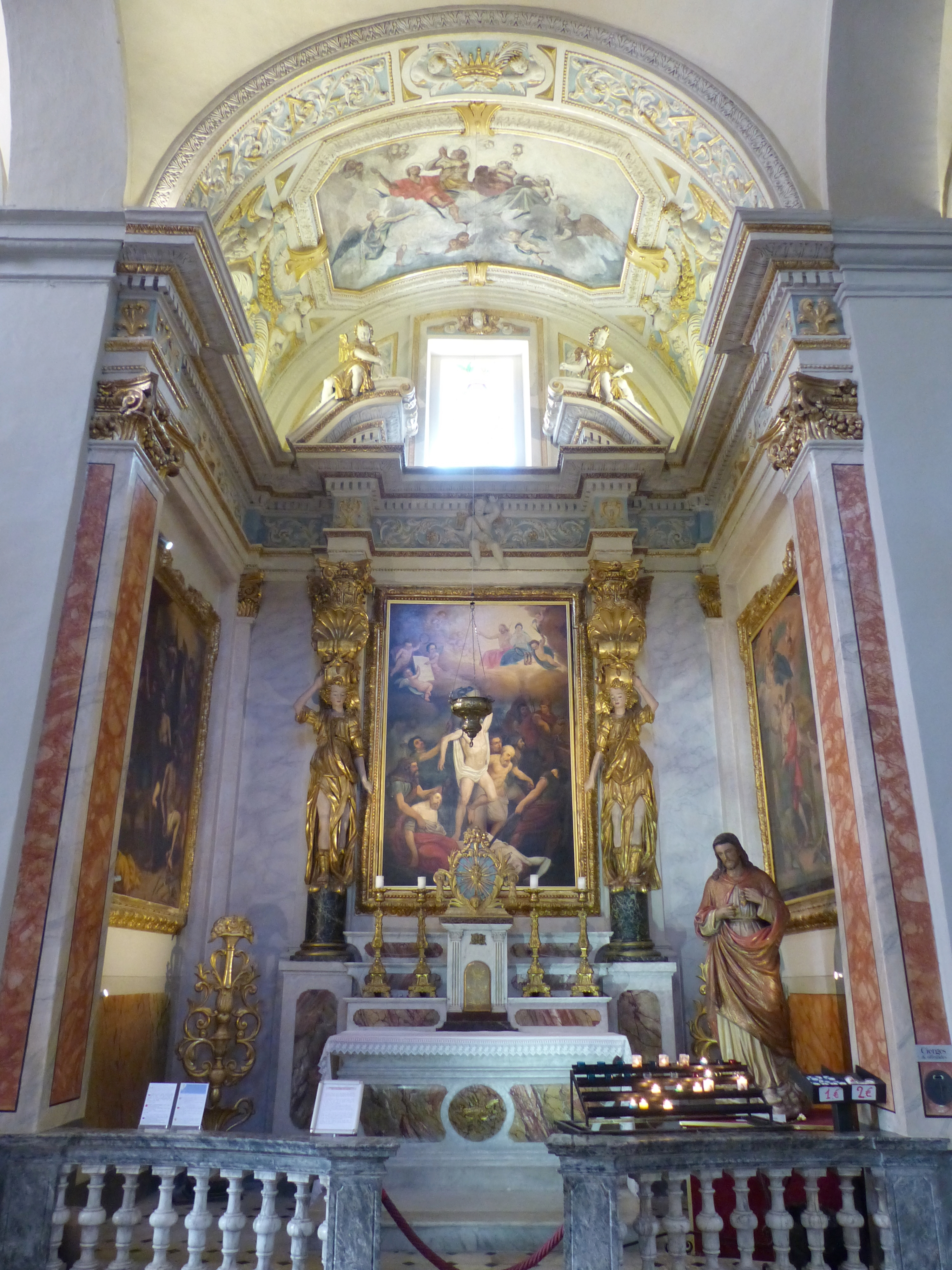
Cappella dei Santi Quattro Coronati
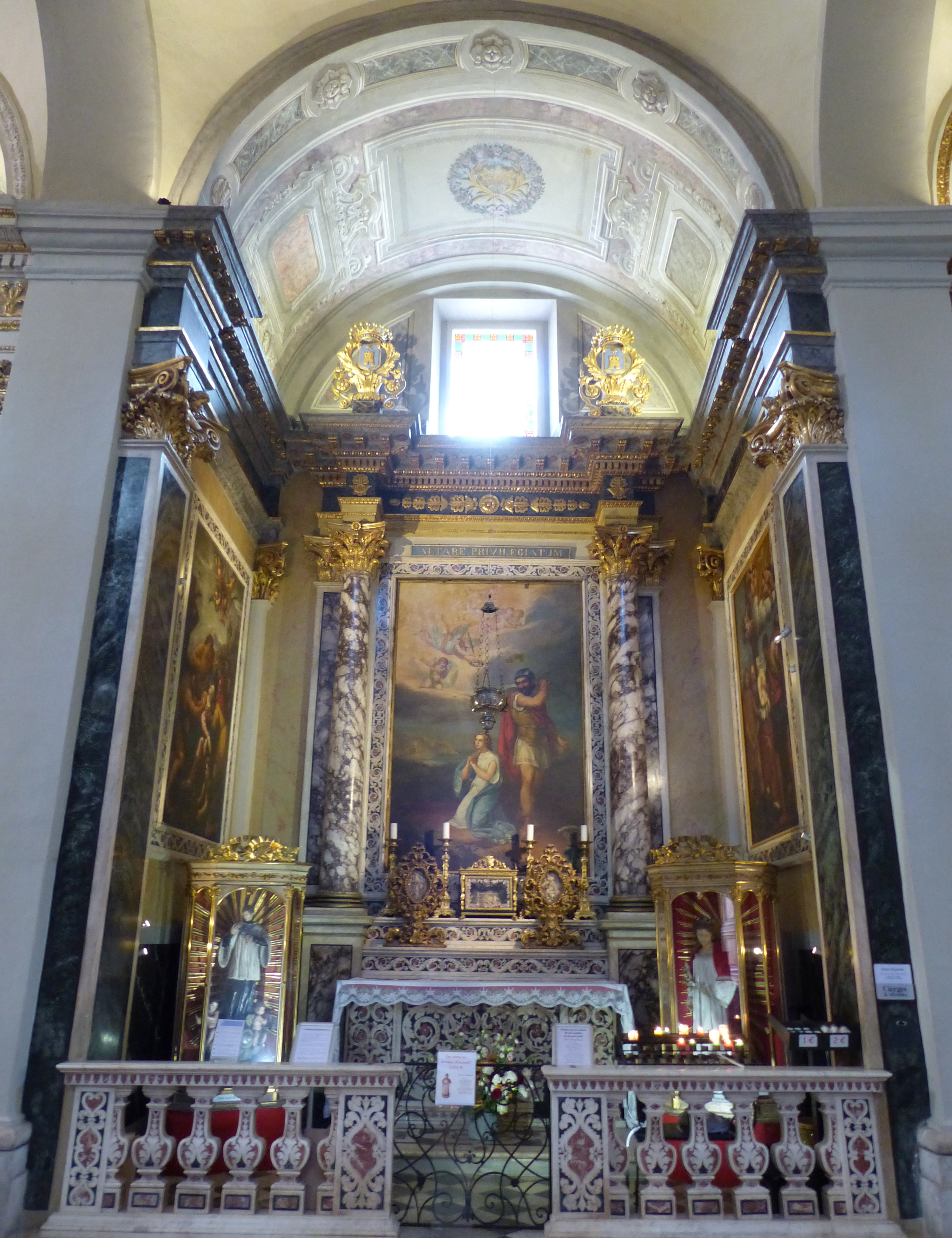
Cappella di Santa Reparata
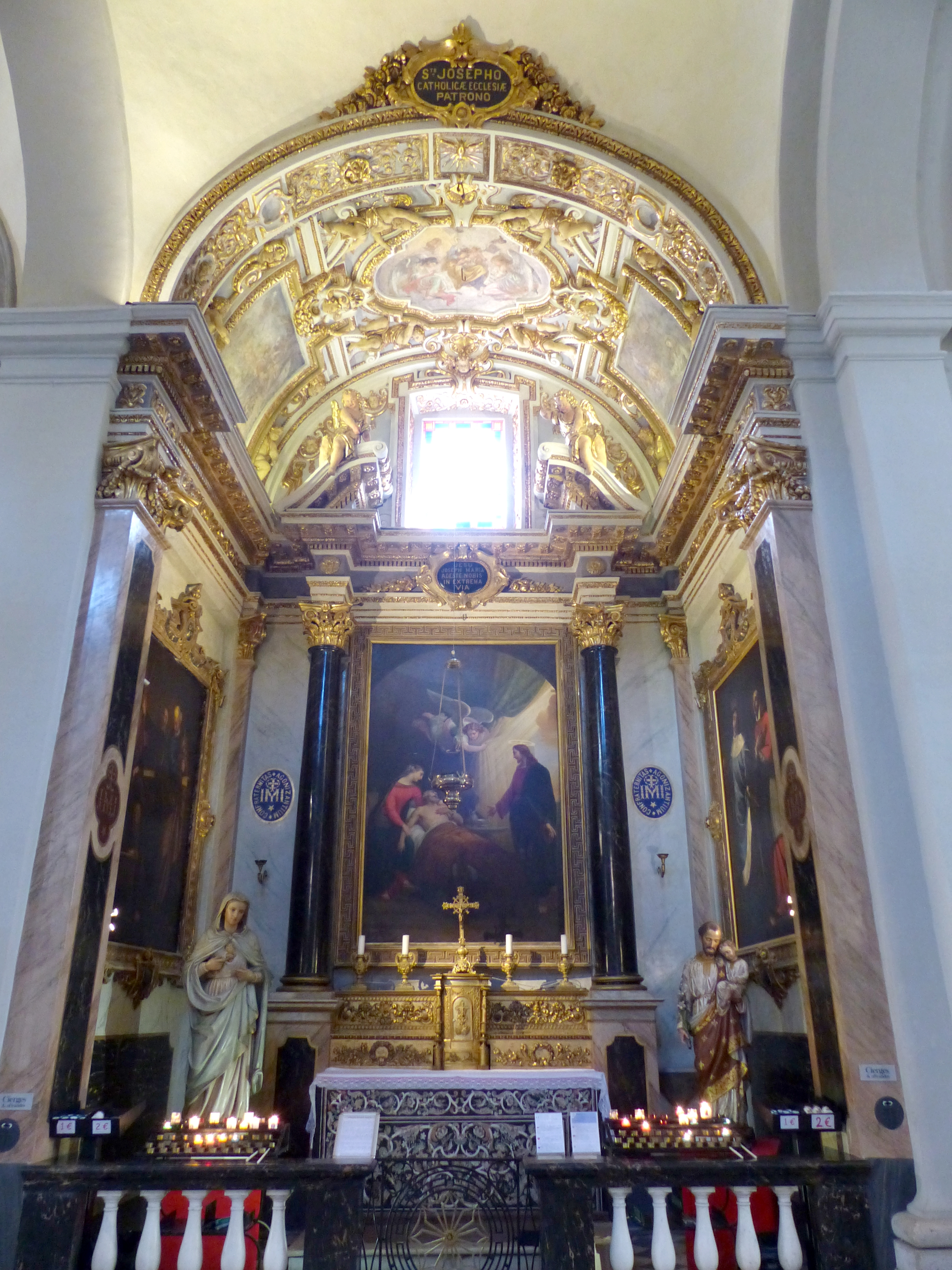
Cappella di San Giuseppe
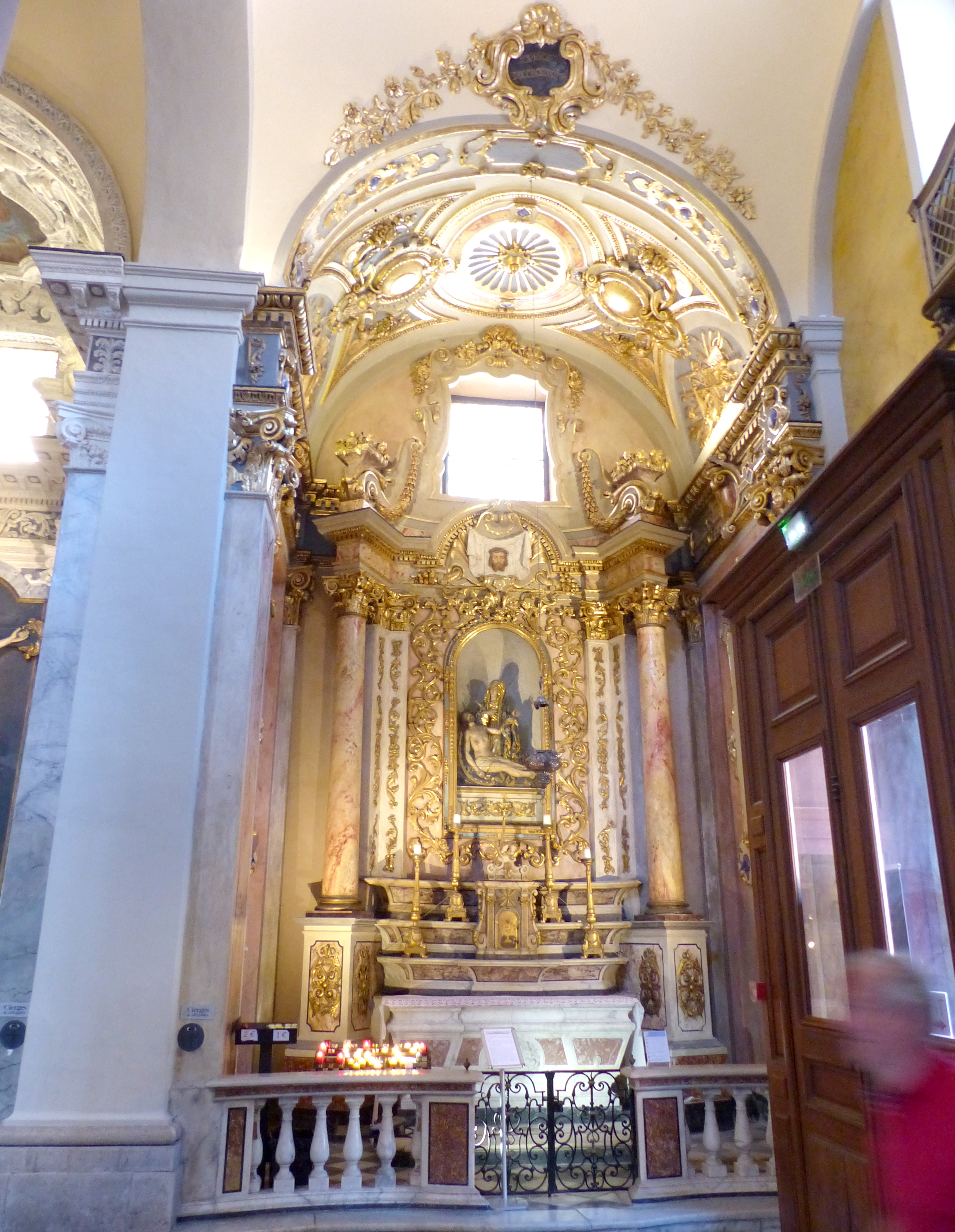
Cappella dell'Addolorata
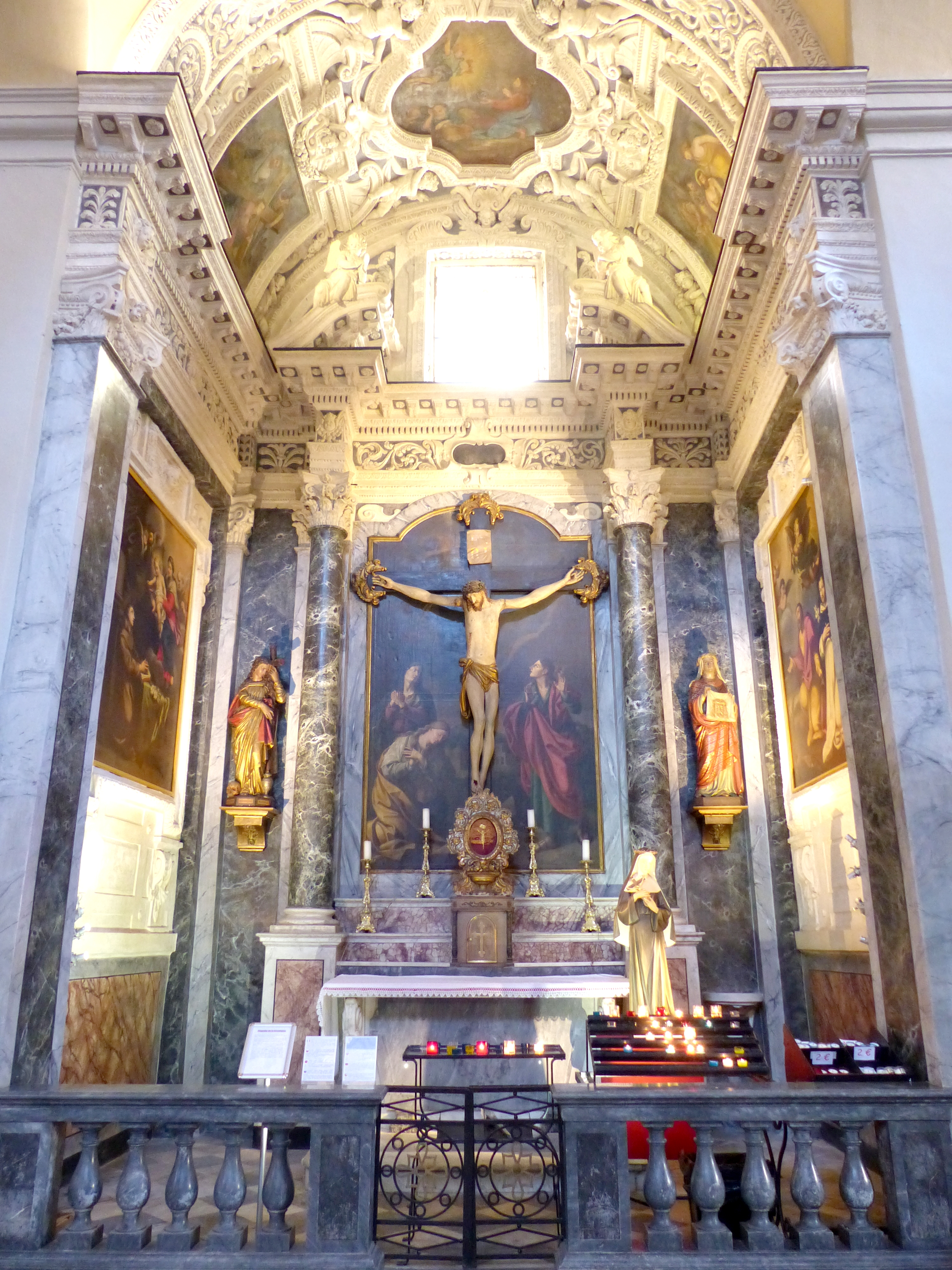
Cappella del Crocifisso
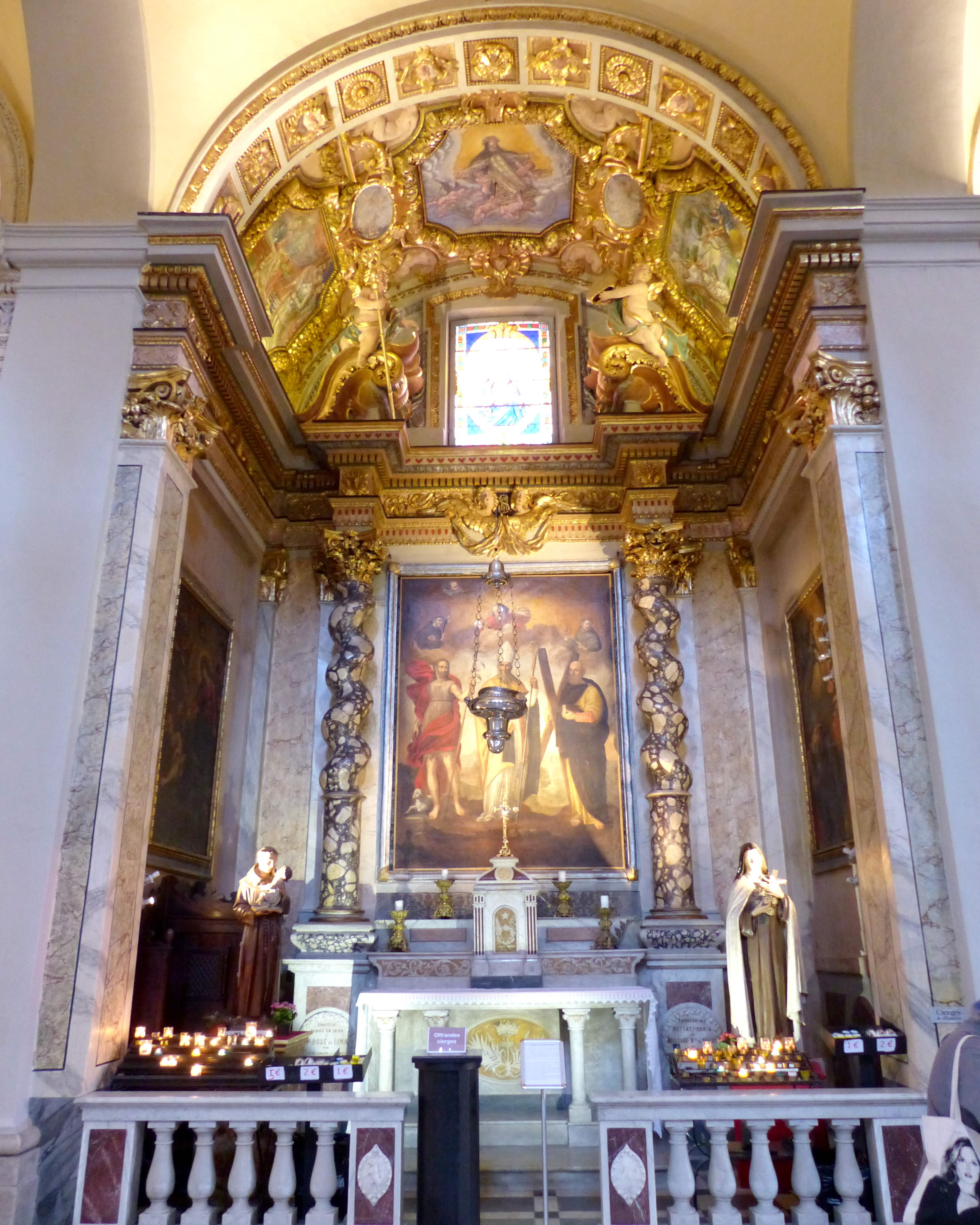
Cappella di Santa Rosa da Lima
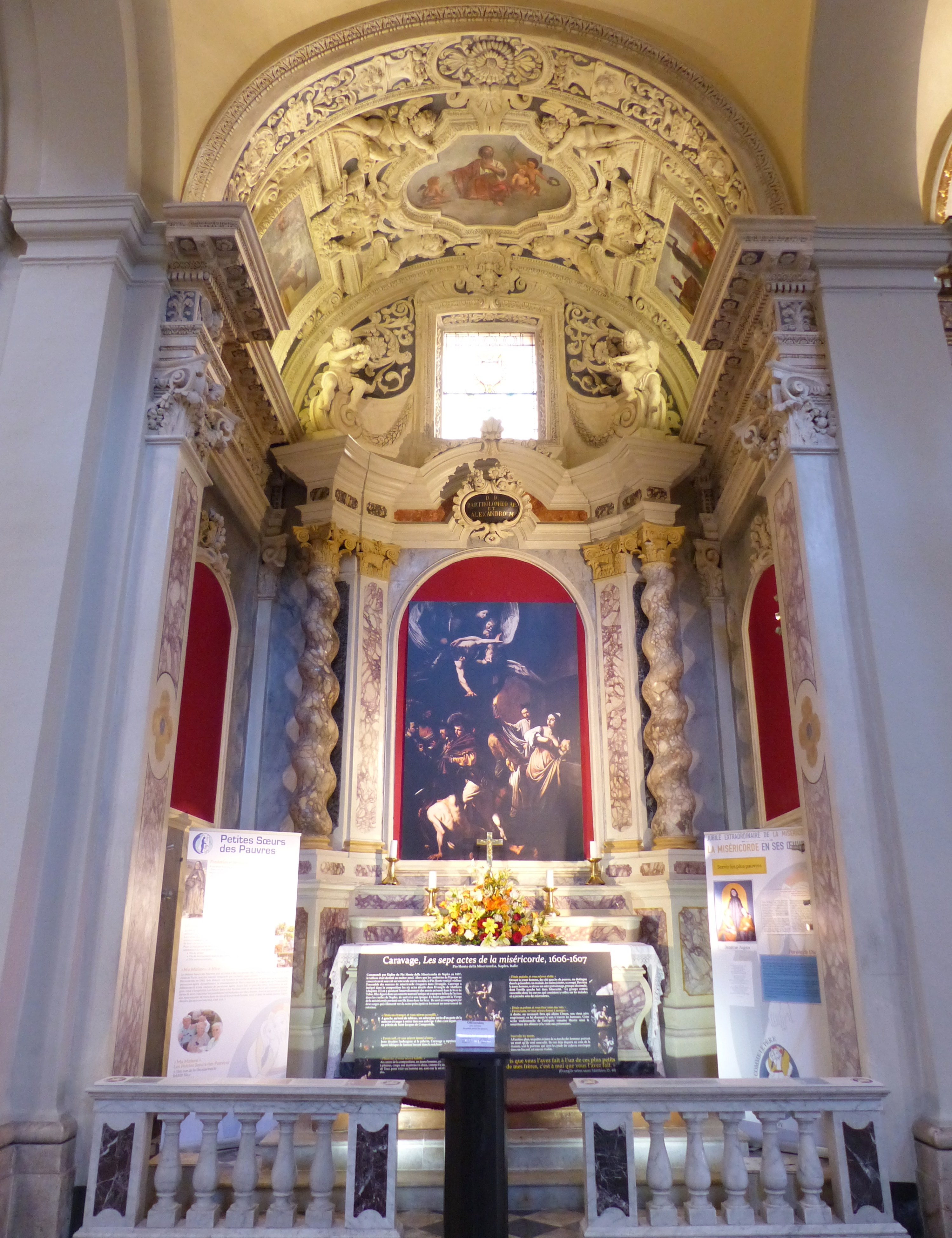
Cappella di Sant'Alessandro

#### Transetto e crociera
Il transetto presenta il medesimo schema della navata, con volta a botte lunettata e lesene corinzie lungo le pareti. La crociera è coperta dalla cupola, alla base della quale vi sono quattro pennacchi con bassorilievi in stucco dorato raffigurati gli Evangelisti (1655); le vetrate policrome del tamburo risalgono al 1900. A ridosso del pilastro nord-orientale, vi è il Monumento a Jean-Pierre Sola, vescovo di Nizza dal 1857 al 1877, edificato nel 1885, con statua marmorea del presule. Sul pilastro sud-orientale, invece, vi è il pulpito marmoreo secentesco, rivolto verso la navata maggiore.
Ciascuno dei due bracci del transetto termina con una cappella. Quella di destra è adibita a custodia del Santissimo Sacramento, con grande altare marmoreo la cui ancona è costituita da un'alta trabeazione sorretta da quattro colonne tortili; al centro, al di sopra del tabernacolo vi è la tela Disputa del Sacramento e Cristo in gloria, del XVII secolo, liberamente ispirata all'analogo affresco di Raffaello Sanzio situato nella Stanza della Segnatura, in Vaticano; sulle pareti laterali, altre due tele del XVII secolo incentrate sul tema dell'Eucaristia, ovvero Mosè e la manna (a sinistra) e Aronne e l'Arca dell'Alleanza (a destra). La cappella del transetto di sinistra venne edificata nel 1699 in seguito ad un voto fatto a santa Rosalia di Palermo per scongiurare la fine della peste; la pala d'altare del XVII secolo Santa Rosalia e san Rocco inquadra la nicchia entro la quale è accolta la statua lignea policroma della Vergine Immacolata (1655). Ai lati, le tele Presentazione di Maria al Tempio (a destra) e Sposalizio della Vergine (a sinistra), degli inizi del XIX secolo.

#### Coro e abside

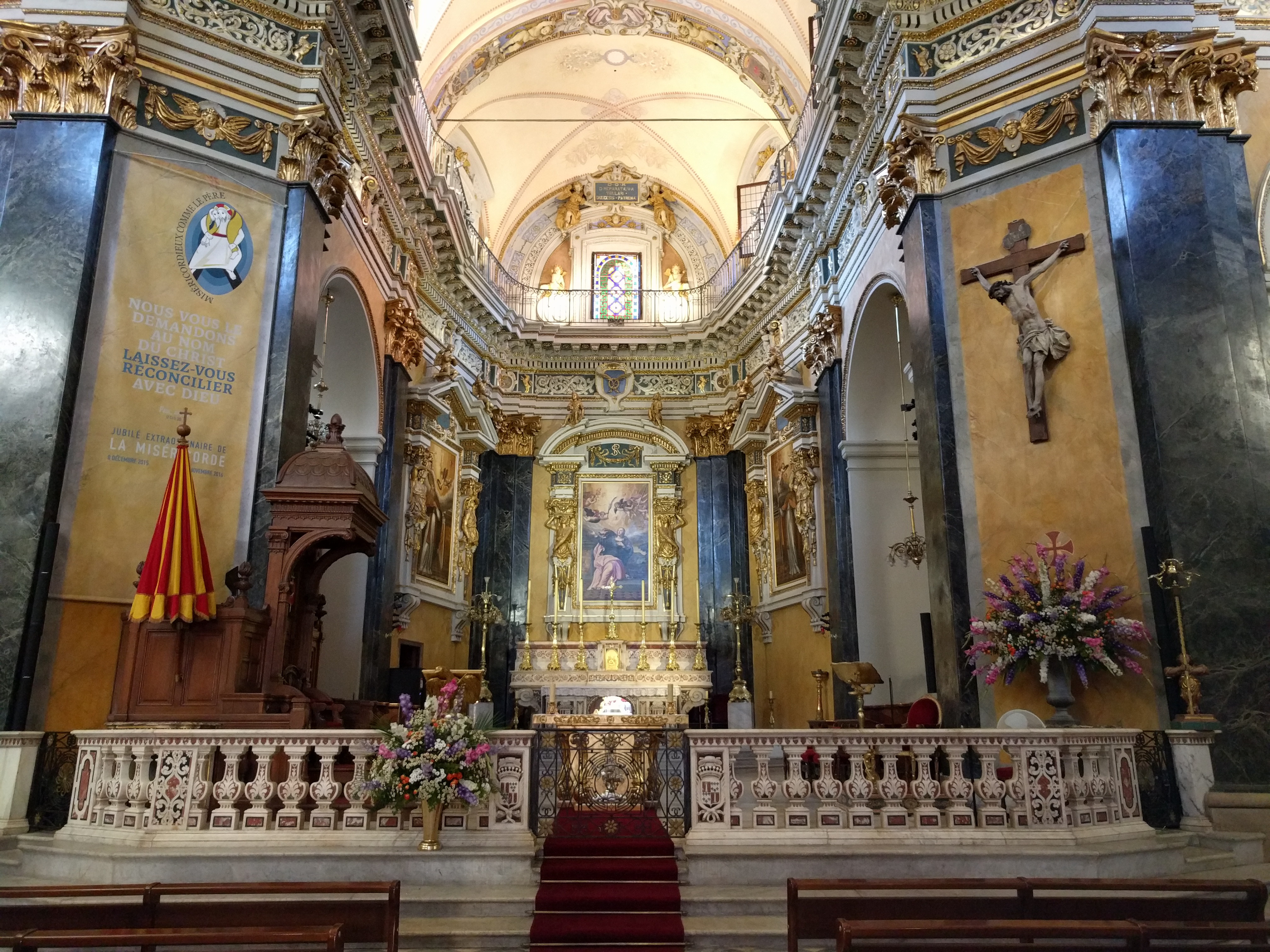
Coro e abside

Oltre la crociera, la navata centrale prosegue con il coro secentesco, che termina con l'abside edificata su modello delle due cappelle del transetto nel 1900-1903; coeve a quest'ultima sono i due prolungamenti delle navatelle oltre la nave trasversa, dei quali quello di sinistra presenta una cappella dedicata a san Giovanni XXIII e adibita a sepolture dei vescovi di Nizza, con diverse lapidi che commemorano i presuli defunti.
L'area presbiterale occupa interamente sia il coro, sia l'abside, ed è delimitata da una balaustra in marmi policromi intarsiati risalente al XVII secolo, che presenta gli stemmi della famiglia Grimaldi. Immediatamente alle spalle di quest'ultima, sulla sinistra, trova luogo la cattedra episcopale, in legno intagliato, il cui seggio è sormontato da un baldacchino a padiglione. A ridosso della parete di fondo vi è l'altare maggiore marmoreo, che presenta le medesime decorazioni della coeva balaustra; al centro del paliotto si apre un oculo ovale entro il quale è posta un'urna con le reliquie di Saint-Victor. Nell'abside vi sono tre dipinti del 1655: Gloria di Santa Reparata (al di sopra dell'altare), San Siagrio (a sinistra) e San Basso (a destra).

### Organi a canne

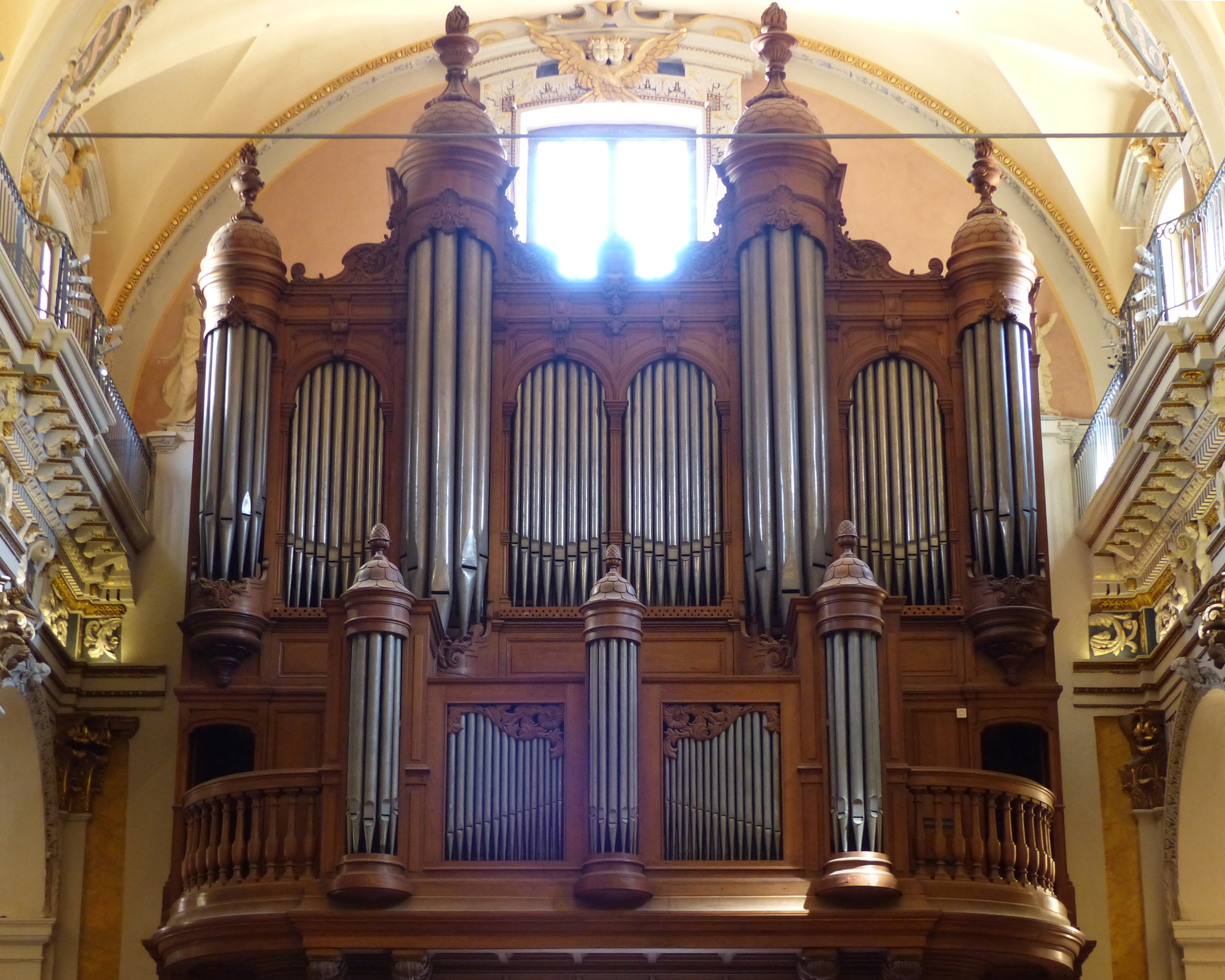
L'organo maggiore

La presenza di un organo a canne all'interno della cattedrale è testimoniata fin dal XVII secolo; un nuovo strumento venne costruito nel 1732 per volere del vescovo Recrosio, privato di parte delle canne durante la rivoluzione francese e ricostruito ex novo da Giuseppe Concone nel 1805; quest'ultimo organo, che aveva 24 registri su due manuali e pedale, fin da subito mostrò segni di malfunzionamento, tanto che già nel 1808 dovette intervenire per una manutenzione straordinaria lo stesso costruttore, e nel 1831 Giosuè Agati. Nel 1843 il figlio di Giosuè, Nicomede, presentò un progetto di un nuovo organo in stile italiano con 34 registri su due manuali (dei quali il secondo in cassa espressiva) e pedale, che venne respinto; lo strumento fu realizzato invece dalla ditta Serassi di Bergamo nel 1845-1848 (opus 589, collaudato da padre Davide da Bergamo il 14 febbraio 1848), con 77 registri su due manuali e pedale, ma venne rimosso nel 1899 per far posto ad un nuovo organo in stile francese, costruito da Florentin Martella (già operaio presso Aristide Cavaillé-Coll) e terminato nel 1901. Nel 1974 venne realizzato l'attuale organo da Jean-Loup Boisseau su progetto di Pierre Cochereau, riutilizzando la cassa di inizio secolo.
L'organo maggiore, in abbandono dal 2005, è ritornato funzionante con la trasmissione elettronica nuova tra il 2016 e il 2022... e si trova sulla cantoria in controfacciata. Esso è a trasmissione mista, meccanica per i manuali e il pedale ed elettrica per i registri ed è in stile neoclassico; dispone di 69 registri disposti su quattro manuali e pedale e la sua consolle è a finestra, al centro della parete anteriore della cassa.
Sotto l'arcata tra il coro e la cappella di San Giovanni XXIII, si trova a pavimento un secondo organo a canne, costruito da Federico Valencini nel 1866 e successivamente più volte modificato (delle quali l'ultima dalla ditta Delangue nel 2007); a trasmissione elettronica con consolle mobile indipendente a pavimento nel transetto, dispone di 17 registri su due manuali e pedale.